# Арак (Дагестан)
Арак (азерб. Ərak, таб. Арак) — село в Табасаранском районе Дагестана. Административный центр сельского поселения «Сельсовет Аракский».

## География
Расположено в 4 км к северо-востоку от районного центра села Хучни.

## Население
| 1895 | 1926 | 1939 | 1970 | 1989 | 2002 | 2010 |
| ---- | ---- | ---- | ---- | ---- | ---- | ---- |
| 322  | ↘315 | ↗380 | ↗448 | ↘367 | ↗524 | ↘464 |
| 2021 |      |      |      |      |      |      |
| ↘385 |      |      |      |      |      |      |

## Инфраструктура

### Здравоохранение
- Фельдшерский пункт[10].